# 2.ª Escuadra de Entrenamiento Operacional
La 2ª Escuadra de Entrenamiento Operacional (Lehr-Geschwader. 2) fue una unidad militar de la Luftwaffe durante la Segunda Guerra Mundial.

## Historia
Formada el 1 de noviembre de 1938 en Garz con Bf 109D. El 18 de noviembre de 1939 es redesignado al Grupo de Estado Mayor/1° Escuadra de Bombardeo en Picado.

## Comandantes de Grupo
- Teniente coronel Eberhard Baier – (1 de noviembre de 1938 – 18 de noviembre de 1939)

## Grupo de Estado Mayor (Stab)
Formada el 1 de noviembre de 1938 en Garz con Bf 109D. El 18 de noviembre de 1939 es redesignado al Grupo de Estado Mayor/1° Escuadra de Bombardeo en Picado.

## Bases
| 1 de noviembre de 1938 – 31 de mayo de 1939   | Garz           | Bf 109D y el Bf 109E |
| 1 de junio de 1939 – agosto de 1939           | Jüterbog-Damm  | Bf 109E              |
| agosto de 1939 – septiembre de 1939           | Nieder-Ellguth | Bf 109E              |
| septiembre de 1939 – 30 de septiembre de 1939 | Jüterbog       | Bf 109E              |

## I (Caza) Grupo
Formada el 1 de noviembre de 1938 en Garz desde el I Grupo/Escuadra de Entrenamiento Operacional Greifswald. El 6 de enero de 1942 es redesignado al I Grupo/77° Escuadra de Caza.

## Comandantes de Grupo
- Mayor Hanns Trübenbach – (1 de noviembre de 1938 – 18 de agosto de 1940)
- Capitán Bernhard Mielke – (18 de agosto de 1940 – 30 de agosto de 1940)
- Capitán Herbert Ihlefeld – (30 de agosto de 1940 – 6 de enero de 1942)

## Pilotos de la Escuadra
- Cabo August Klick perteneciente a la 2° Escuadra (K), voló su Bf 109E-7 2+ (W.Nr.2058) siendo derribado el 15 de septiembre de 1940.
- Teniente coronel Herbert Ihlefeldt perteneciente a la 1° Escuadra (H), voló su Bf 109E-4/B 1+, Marquise en septiembre de 1940, siendo capitán del Grupo de Estado Mayor (B), volo su Bf 109E-4/B <<, Radomir en abril de 1941.

Formada el 1 de noviembre de 1938 en Garz desde el I Grupo/Escuadra de Entrenamiento Operacional Greifswald con:
- Grupo de Estado Mayor (B)/I Grupo/2° Escuadra de Entrenamiento Operacional desde el Grupo de Estado Mayor/I Grupo/Escuadra de Entrenamiento Operacional Greifswald
- 1° Escuadra (H)/2° Escuadra de Entrenamiento Operacional desde la 1° Escuadra/Escuadra de Entrenamiento Operacional Greifswald
- 2° Escuadra (K)/2° Escuadra de Entrenamiento Operacional desde la 2° Escuadra/Escuadra de Entrenamiento Operacional Greifswald
- 3° Escuadra (L)/2° Escuadra de Entrenamiento Operacional desde la 3° Escuadra/Escuadra de Entrenamiento Operacional Greifswald

El 6 de enero de 1942 es redesignado al I Grupo/77° Escuadra de Caza:
- Grupo de Estado Mayor (B)/I Grupo/2° Escuadra de Entrenamiento Operacional como el Grupo de Estado Mayor/I Grupo/77° Escuadra de Caza
- 1° Escuadra (H)/2° Escuadra de Entrenamiento Operacional como la 1° Escuadra/77° Escuadra de Caza
- 2° Escuadra (K)/2° Escuadra de Entrenamiento Operacional como la 2° Escuadra/77° Escuadra de Caza
- 3° Escuadra (L)/2° Escuadra de Entrenamiento Operacional como la 3° Escuadra/77° Escuadra de Caza

## Bases
| 1 de noviembre de 1938 – 24 de agosto de 1939       | Garz                  | Bf 109D y el Bf 109E |
| 24 de agosto de 1939 – 9 de septiembre de 1939      | Lottin*               | Bf 109E              |
| 9 de septiembre de 1939 – 13 de septiembre de 1939  | Lauenburg             | Bf 109E              |
| 13 de septiembre de 1939 – 15 de septiembre de 1939 | Fordon (Leidenburg)   | Bf 109E              |
| 15 de septiembre de 1939 – 20 de septiembre de 1939 | Pultusk               | Bf 109E              |
| 20 de septiembre de 1939 – 30 de septiembre de 1939 | Garz                  | Bf 109E              |
| 30 de septiembre de 1939 – 6 de octubre de 1939     | Uetersen              | Bf 109E              |
| 6 de octubre de 1939 – 1 de noviembre de 1939       | Neumünster            | Bf 109E              |
| 1 de noviembre de 1939 – 2 de diciembre de 1939     | Gymnich (Cologne)     | Bf 109E              |
| 2 de diciembre de 1939 – 8 de diciembre de 1939     | Lippstadt             | Bf 109E              |
| 8 de diciembre de 1939 – 29 de diciembre de 1939    | Colonia-Butzweilerhof | Bf 109E              |
| 29 de diciembre de 1939 – 13 de enero de 1940       | Hage                  | Bf 109E              |
| 13 de enero de 1940 – 25 de enero de 1940           | Gymnich (Cologne)     | Bf 109E              |
| 25 de enero de 1940 – 27 de febrero de 1940         | Colonia-Butzveilerhof | Bf 109E              |
| 27 de febrero de 1940 – 4 de marzo de 1940          | Stade                 | Bf 109E              |
| 4 de marzo de 1940 – 15 de marzo de 1940            | Westerland/Sylt       | Bf 109E              |
| 15 de marzo de 1940 – 12 de mayo de 1940            | Neumünster**          | Bf 109E              |
| 12 de mayo de 1940 – 13 de mayo de 1940             | Jever y Hage***       | Bf 109E              |
| 13 de mayo de 1940 – 14 de mayo de 1940             | Wyk/Föhr              | Bf 109E              |
| 14 de mayo de 1940 – 18 de mayo de 1940             | Essen-Mühlheim        | Bf 109E              |
| 18 de mayo de 1940 – 19 de mayo de 1940             | Tirlemont             | Bf 109E              |
| 19 de mayo de 1940 – 23 de mayo de 1940             | St. Aubin             | Bf 109E              |
| 23 de mayo de 1940 – 4 de junio de 1940             | Mont St. Ecouvex-Nord | Bf 109E              |
| 4 de junio de 1940 – 13 de junio de 1940            | Liegescourt           | Bf 109E              |
| 13 de junio de 1940 – 20 de junio de 1940           | Cailly-sur-Eure       | Bf 109E              |
| 20 de junio de 1940 – 12 de julio de 1940           | St. Inglevert/Pihen   | Bf 109E              |
| 12 de julio de 1940 – 8 de agosto de 1940           | Jever                 | Bf 109E              |
| 8 de agosto de 1940 – 22 de agosto de 1940          | Wevelghem             | Bf 109E              |
| 22 de agosto de 1940 – 5 de noviembre de 1940       | Calais/Marck          | Bf 109E              |
| 5 de noviembre de 1940 – 26 de diciembre de 1940    | Colonia-Butveilerhof  | Bf 109E              |
| 26 de diciembre de 1940 – 30 de marzo de 1941       | Calais/Marck          | Bf 109E              |
| 30 de marzo de 1941 – 6 de abril de 1941            | Wien                  | Bf 109E              |
| 6 de abril de 1941 – 14 de abril de 1941            | Radomir               | Bf 109E              |
| 14 de abril de 1941 – 17 de abril de 1941           | Bitolj                | Bf 109E              |
| 17 de abril de 1941 – 20 de abril de 1941           | Ptolemais             | Bf 109E              |
| 20 de abril de 1941 – 27 de abril de 1941           | Larissa               | Bf 109E              |
| 27 de abril de 1941 – 11 de mayo de 1941            | Eleusis               | Bf 109E              |
| 11 de mayo de 1941 – 31 de mayo de 1941             | Molaoi                | Bf 109E              |
| 31 de mayo de 1941 – 18 de junio de 1941            | Belgrado              | Bf 109E              |
| 18 de junio de 1941 – 21 de junio de 1941           | Bucarest              | Bf 109E              |
| 21 de junio de 1941 – 24 de junio de 1941           | Roman                 | Bf 109E              |
| 24 de junio de 1941 – 25 de junio de 1941           | Krosno                | Bf 109E              |
| 25 de junio de 1941 – 29 de junio de 1941           | Madorovska-Zamocz     | Bf 109E              |
| 29 de junio de 1941 – 1 de julio de 1941            | Ungvar                | Bf 109E              |
| 1 de julio de 1941 – 10 de julio de 1941            | Tudora                | Bf 109E              |
| 10 de julio de 1941 – 18 de julio de 1941           | Jassy                 | Bf 109E              |
| 18 de julio de 1941 – 30 de julio de 1941           | Zilistea              | Bf 109E              |
| 30 de julio de 1941 – 12 de octubre de 1941         | Mizil****             | Bf 109E              |
| 12 de octubre de 1941 – 13 de octubre de 1941       | Tschaplinka-Süd       | Bf 109E              |
| 14 de octubre de 1941 – 6 de diciembre de 1941      | Mariúpol              | Bf 109E              |
| 6 de diciembre de 1941 – 8 de diciembre de 1941     | Ackerman              | Bf 109E              |
| 8 de diciembre de 1941 – 9 de diciembre de 1941     | Nikolajev             | Bf 109E              |
| 9 de diciembre de 1941 – 6 de enero de 1942         | Mariúpol              | Bf 109E              |

1*1° Escuadra/2° Escuadra de Entrenamiento Operacional fue trasladado a Malzkov el 31 de agosto de 1939 (carca de Stolp); Trasladado a Lottin el 3 de septiembre de 1939.

2**3° Escuadra/2° Escuadra de Entrenamiento Operacional fue trasladado a Wyk/Föhr el 30 de marzo de 1940, y a Esbjerg el 2 de mayo de 1940 (allí hasta el 12 de mayo de 1940).

3***Solo la 1° Escuadra/2° Escuadra de Entrenamiento Operacional en Hage.

4***1° Escuadra/2° Escuadra de Entrenamiento Operacional en Mamaia. El 15 de septiembre de 1941 la 3° Escuadra/2° Escuadra de Entrenamiento Operacional es trasladada a Berislav, y el 26 de septiembre de 1941 a Tschaplinka, permaneció allí hasta que se unió por el resto del I Grupo/2° Escuadra de Entrenamiento Operacional.

## II (Ataque a Tierra) Grupo
Formada el 1 de noviembre de 1938 en Tutov desde el 10° Grupo de Ataque de Apoyo Cercano. El 13 de enero de 1942 es redesignado al I Grupo/1° Escuadra de Asalto.

## Comandantes de Grupo
- Mayor Georg Spielvogel – (1 de noviembre de 1938 – 9 de septiembre de 1939)
- Mayor Wolfgang Neudörffer – (septiembre de 1939 – 1 de diciembre de 1939)
- Capitán Otto Weiss – (1 de diciembre de 1939 – 13 de enero de 1942)

## Pilotos de la Escuadra
- Sargento 1° Josef Harmeling perteneciente a la 4° Escuadra (M), voló su Bf 109E-4/B Δ+N, en la Batalla de Britania en septiembre de 1940.
- Erhardt Pankratz perteneció a la 6° Escuadra (P), voló su Bf 109E-4/B Δ+M.

Formada el 1 de noviembre de 1938 en Tutov desde el 10° Grupo de Ataque de Apoyo Cercano con:
- Grupo de Estado Mayor (C)/II Grupo/2° Escuadra de Entrenamiento Operacional desde el Grupo de Estado Mayor/10° Grupo de Ataque de Apoyo Cercano
- 4° Escuadra (M)/2° Escuadra de Entrenamiento Operacional desde la 1° Escuadra/10° Grupo de Ataque de Apoyo Cercano
- 5° Escuadra (N)/2° Escuadra de Entrenamiento Operacional desde la 2° Escuadra/10° Grupo de Ataque de Apoyo Cercano
- 6° Escuadra(P)/2° Escuadra de Entrenamiento Operacional desde la 3° Escuadra/10° Grupo de Ataque de Apoyo Cercano

El 13 de enero de 1942 es redesignado al I Grupo/1° Escuadra de Asalto:
- Grupo de Estado Mayor (C)/II Grupo/2° Escuadra de Entrenamiento Operacional como el Grupo de Estado Mayor/I Grupo/1° Escuadra de Asalto
- 4° Escuadra (M)/2° Escuadra de Entrenamiento Operacional como la 1° Escuadra/1° Escuadra de Asalto
- 5° Escuadra (N)/2° Escuadra de Entrenamiento Operacional como la 2° Escuadra/1° Escuadra de Asalto
- 6° Escuadra (P)/2° Escuadra de Entrenamiento Operacional como la 3° Escuadra/1° Escuadra de Asalto

## Bases
| 1 de noviembre de 1938 – 31 de agosto de 1939 | Tutov               |                          | Hs 123              |
| 31 de agosto de 1939 – septiembre de 1939     | Alt Rosenburg       |                          | Hs 123              |
| septiembre de 1939 – octubre de 1939          | *                   |                          | Hs 123              |
| octubre de 1939 – 10 de mayo de 1940          | Lauffenberg         | Hs 123                   |                     |
| octubre de 1940 – mayo de 1940                | Duras               |                          | Hs 123              |
| mayo de 1940 – 21 de mayo de 1940             | Guise               |                          | Hs 123              |
| 21 de mayo de 1940 – junio de 1940            | Cambrai             |                          | Hs 123              |
| junio de 1940 – 27 de agosto de 1940          | Braunschveig-Waggum |                          | Hs 123 y el Bf 109E |
| 27 de agosto de 1940 – septiembre de 1940     | Böblingen           |                          | Bf 109E             |
| 6 de septiembre de 1940 – 29 de marzo de 1941 | Calais-Marck        | 2° Comando Aéreo de Caza | Bf 109E             |
| 1 de abril de 1941 – 6 de abril de 1941       | Norte de Belica     |                          | Bf 109E             |
| 6 de abril de 1941 – abril de 1941            | Plovdiv             | Bf 109E                  |                     |
| abril de 1941 – abril de 1941                 | Bitolj              |                          | Bf 109E             |
| abril de 1941 – 20 de abril de 1941           | Kozani              |                          | Bf 109E             |
| 20 de abril de 1941 – 30 de abril de 1941     | Trikkala            |                          | Bf 109E             |
| 1 de mayo de 1941 – junio de 1941             | Tutov               | Bf 109E                  |                     |
| junio de 1941 – julio de 1941                 | Praschnitz          |                          | Bf 109E             |
| julio de 1941 – septiembre de 1941            | Solzy (?)**         |                          | Bf 109E             |
| septiembre de 1941 – octubre de 1941          | Kalinin             |                          | Bf 109E             |
| octubre de 1941 – diciembre de 1941           | Staraja-Russa       |                          | Bf 109E             |
| diciembre de 1941 – enero de 1942             | Dugino              |                          | Bf 109E             |

1*Altsiedel, Witkovicze, Woborz, Grojec y Zalesie fueron utilizadas.

2**una serie de otras bases también fueron utilizados, mientras que en Rusia. Los nombres son actualmente desconocidas.

## III (Reconocimiento) Grupo
Formada el 1 de noviembre de 1938 en Jüterbog-Damm desde la Instrucción Asociación/Grupo de Reconocimiento Jüterbog.

## Comandantes de Grupo
- Mayor Kurt Kleinrath – (1 de noviembre de 1938 – 14 de marzo de 1939)
- Teniente coronel Radeke – (14 de marzo de 1939 – 1 de mayo de 1939)
- Teniente coronel Günther Lohmann – (1 de mayo de 1939 – 26 de agosto de 1939)

Formada el 1 de noviembre de 1938 en Jüterbog-Damm desde el Lehr-Verband/Aufklärungsgruppe Jüterbog con:
- Grupo de Estado Mayor (D)/III Grupo/2° Escuadra de Entrenamiento Operacional/Nuevo
- 7° Escuadra (R) tipo (F)/2° Escuadra de Entrenamiento Operacional/Nuevo
- 8° Escuadra (S) tipo (F)/2° Escuadra de Entrenamiento Operacional/Nuevo
- 9° Escuadra (T) tipo (H)/2° Escuadra de Entrenamiento Operacional/Nuevo

El 24 de septiembre de 1939 la 8° Escuadra (S) tipo (F)/2° Escuadra de Entrenamiento Operacional fue redesignado a la 3° Escuadra/Grupo de Reconocimiento del Comandante en Jefe de la Fuerza Aérea; 7° Escuadra (R) tipo (F)/2° Escuadra de Entrenamiento Operacional fue redesignada a la 7° Escuadra (H)/2° Escuadra de Entrenamiento Operacional en enero de 1942.
La 9° Escuadra (T) tipo (H)/2° Escuadra de Entrenamiento Operacional fue disuelta en marzo de 1942, y la 7° Escuadra (H)/2° Escuadra de Entrenamiento Operacional fue disuelta en enero de 1943.

## Grupo de Estado Mayor (D)
Formada el 1 de noviembre de 1938 en Jüterbog-Damm desde la Instrucción Asociación/Grupo de Reconocimiento Jüterbog. Probablemente disuelta el 26 de agosto de 1939.
| noviembre de 1938 – agosto de 1939 | Jüterbog-Damm |

## 7° Escuadra (R) tipo (F)
Formada el 1 de noviembre de 1938 en Jüterbog-Damm desde la Instrucción Asociación/Grupo de Reconocimiento Jüterbog. El 1 de septiembre de 1939 con sede en Deckenpfronn (Dornier Do 17P), apoyando al 7° Ejército. El 10 de mayo de 1940 en Düsseldorf, apoyando al 18° Ejército, con Dornier Do 17P/M. El 22 de junio de 1941 apoyando al 1° Grupo Panzer al sur de Rusia. En enero de 1942 es redesignado a la 7° Escuadra (H)/2° Escuadra de Entrenamiento Operacional. Sirvió bajo el Grupo de Estado Mayor/12° Grupo de Reconocimiento de Corto Alcance (mayo de 1942 – octubre de 1942; diciembre de 1942 – enero de 1943) y el Grupo de Estado Mayor/9° Grupo de Reconocimiento de Corto Alcance (noviembre de 1942). Fue parte del Grupo de Reconocimiento Fleischmann, noviembre de 1942 – diciembre de 1942. Disuelta en enero de 1943 after heavy losses.
| noviembre de 1938 – agosto de 1939    | Jüterbog-Damm   |
| agosto de 1939 – septiembre de 1939   | Deckenpfronn    |
| febrero de 1940 – mayo de 1940        | Düsseldorf      |
| julio de 1940 – 12 de febrero de 1941 | Gante           |
| 12 de febrero de 1941 – marzo de 1941 | Popesti         |
| marzo de 1941 – abril de 1941         | Sofía-Vrazdebna |
| mayo de 1941                          | Atenas          |
| julio de 1941                         | Schepetovka     |
| julio de 1941 – agosto de 1941        | Bjelaja-Zerkov  |
| agosto de 1941 – octubre de 1941      | Kirovogrado     |
| diciembre de 1941 – junio de 1942     | Mariúpol        |

## 8° Escuadra (S) tipo (F)
Formada el 1 de noviembre de 1938 en Jüterbog-Damm desde la Instrucción Asociación/Grupo de Reconocimiento Jüterbog. El 24 de septiembre de 1939 es redesignado a la 3° Escuadra/Grupo de Reconocimiento del Comandante en Jefe de la Fuerza Aérea.
| 1 de noviembre de 1938 – agosto de 1939   | Jüterbog-Damm |
| agosto de 1939 – 24 de septiembre de 1939 | Berlín-Werder |

## 9° Escuadra (T) tipo (H)
Formada el 1 de noviembre de 1938 en Jüterbog-Damm desde la Instrucción Asociación/Grupo de Reconocimiento Jüterbog. El 1 de septiembre de 1939 en Scholastivkovo (Hs 126 y el He 46), apoyando a la 3° División Panzer. El 10 de mayo de 1940 en Krefeld apoyando a la 3° División Panzer (Hs 126 y el Focke-Wolf Fw 189). El 22 de junio de 1941 apoyando a la 3° División Panzer (Focke-Wolf Fw 189). El diciembre de 1941 fue trasladado a Jüterbog-Damm, and became a trials unit. Disuelta en marzo de 1942, absorbida por las unidades de formación.
| 1 de noviembre de 1938 – agosto de 1939 | Jüterbog-Damm  |
| agosto de 1939 – septiembre de 1939     | Scholastivkovo |
| marzo de 1940 – mayo de 1940            | Krefeld        |
| enero de 1941                           | Chalons s. S.  |
| julio de 1941                           | Bobruisk       |
| julio de 1941 – agosto de 1941          | Kritschev (?)  |
| septiembre de 1941 – noviembre de 1941  | Orel           |
| diciembre de 1941 – marzo de 1942       | Jüterbog-Damm  |

## 10° (Marítimo) Escuadra
Formada el 1 de noviembre de 1938 en Travemünde. El 1 de septiembre de 1939 con sede en Kiel-Holtenau con Dornier Do 18. Al parecer, se disolvió antes de octubre de 1939. Reformada en marzo de 1941 en Krainici como la 10° Escuadra (Ataque a Tierra)/2° Escuadra de Entrenamiento Operacional con Hs 123. Fue adherido al II Grupo/2° Escuadra de Entrenamiento Operacional, y se utiliza las mismas bases. El 13 de enero de 1942 es redesignado a la 8° Escuadra/1° Escuadra de Asalto.
| 1 de noviembre de 1939  | Travemünde    | Arado 68 y el Bf 109D |
| 1 de septiembre de 1939 | Kiel-Holtenau | Dornier Do 18         |

## 11° (Nocturno) Escuadra
Formada el 1 de agosto de 1939 en Greifswald, con Arado 68 y el Bf 109D. El 1 de septiembre de 1939 es trasladado a Bonn-Hangelar y fue redesignada a la 10° Escuadra (N)/26° Escuadra de Caza.

## Comandantes de Grupo
- Teniente coronel Johannes Steinhoff

### Escuadra de Entrenamiento Avanzado (Ataque a Tierra)
Formada en octubre de 1940 en Tutov (posiblemente después es trasladado a Deblin-Irena). El 13 de enero de 1942 es redesignado a la Escuadra de Entrenamiento Avanzado/1° Escuadra de Asalto. 
| octubre de 1940 | Tutov        |
|                 | Deblin-Irena |